# Joseph Warren
Joseph Warren (11. junij 1741–17. junij 1775), ustanovni oče Združenih držav Amerike, je bil ameriški zdravnik, ki je bil ena najpomembnejših osebnosti v gibanju Patriot v Bostonu, Massachusetts v zgodnjih dneh ameriške revolucije, sčasoma pa je postal predsednik revolucionarnega pokrajinskega kongresa Massachusettsa. Warren je leta 1774 sestavil Suffolk resolves, bil aktiven v Sons of Liberty in 18. aprila 1775 rekrutiral Paula Revereja in Williama Dawesa, da sta zapustila Boston in razširila alarm, da se britanska garnizija v Bostonu odpravlja v napad na mesto Concord, Massachusetts in aretacijo uporniških voditeljev Johna Hancocka in Samuela Adamsa.
Warren je bil malo pred bitko pri Buker Hillu 17. junija 1775 povišan v generalmajorja v kolonijsko milico. Namesto, da bi uporabil svoj čin, se je Warren odločil sodelovati v bitki kot navadni vojak in je bil ubit v boju, ko so britanske čete napadle reduto na vrhu Breed's Hilla. Njegova smrt, ovekovečena na sliki Johna Trumbulla »Smrt generala Warrena v bitki pri Bunker's Hillu, 17. junija 1775«, je spodbudila uporniške sile. Warren je bil obeležen s poimenovanjem številnih mest, okrožij, ulic in drugih lokacij v Združenih državah Amerike, s kipi in na številne druge načine.